# 스턴트맨 (1977년 영화)
스턴트맨(L'Animal, The Animal)은 프랑스에서 제작된 끌로드 지디 감독의 1977년 영화이다. 쟝 뽈 벨몽도 등이 주연으로 출연하였고 크리스찬 페크너 등이 제작에 참여하였다.

## 출연

### 주연
- 쟝 뽈 벨몽도
- 라켈 웰치

### 조연
- 제인 버킨
- 조니 할리데이

## 제작진
- 미술: 데오발드 모리스